# Raka (ort i Burkina Faso)
Raka är en ort i Burkina Faso.   Den ligger i provinsen Province du Bam och regionen Centre-Nord, i den centrala delen av landet, 90 km norr om huvudstaden Ouagadougou. Raka ligger 322 meter över havet och antalet invånare är 547.
Terrängen runt Raka är platt. Närmaste större samhälle är Vousnango, 1,3 km söder om Raka.
Trakten runt Raka består i huvudsak av gräsmarker. Runt Raka är det ganska tätbefolkat, med 86 invånare per kvadratkilometer.